# Cordillera Sankamphaeng
La cordillera Sankamphaeng, también cordillera Sankambeng o cordillera Sungumpang (tailandés: ทิวเขาสันกำแพง, RTGS: Thio Khao San Kamphaeng, es una de las cadenas montañosas que separan el este de Tailandia del noreste o Isan. Se encuentra en las provincias de Nakhon Nayok, Prachinburi, Sa Kaeo, Saraburi y Nakhon Ratchasima, Tailandia.

## Descripción
El significado de la palabra Sankamphaeng en tailandés es fortificación o contrafuerte . Es un nombre apropiado para describir esta cadena montañosa que efectivamente constituía un contrafuerte natural entre la meseta de Khorat y la llanura de Tailandia central .
La cadena montañosa corre en dirección WNW-ESE. La parte norte de la cordillera Sankamphaeng se fusiona con el extremo sur de las montañas Dong Phaya Yen, que corren aproximadamente en dirección norte-sur en el límite suroeste de la meseta de Khorat .
Al este, esta cordillera se conecta con las montañas Dângrêk, un sistema más largo que corre en dirección este-oeste y se extiende hasta Laos. Las laderas del sur de la cordillera desembocan en el río Prachinburi.
La cordillera está dividida en dos macizos compactos donde las mayores elevaciones se encuentran en el oeste. El punto más alto de la cordillera  Sankamphaeng es el Khao Rom, de 1.351 m de altura, también conocido como Khao Khiao. Otros picos son el Khao Laem, de 1.326 m; el Khao Chan, de 1.313 m; el Khao Falami, de 1.112 m; el Khao Sam Yot, de 1.142 m; el Khao Inthani, de 1.052 m; y el Khao Fa Pha, de 1.071 m. Por último,  el Kao Kamphaeng, de 875 m de altura, y Kao Dan Fai Mai, de 558 m, se encuentran en el extremo oriental del macizo occidental, donde hay un valle por el que pasa la carretera 304 (AH 19), entre la ciudad de Kabin Buri y Nakhon Ratchasima.
El macizo oriental comienza en Khao Lamang de 992 m de altura, Phu Sam Ngam de 949 m de altura y Khao Tap Tao de 843 m de altura. En este punto, una rama del macizo se extiende hacia el noreste con el Khao Chawae, de 748 m de altura, y el Khao Plai Lam Katuk, de 723 m, que conecta con el extremo sur de la cordillera Dong Phaya Yen. Más al este hay dos montañas con el nombre de "Khao Yai", un Khao Yai de 776 m de altura situado al norte del Khao Thuang de 761 m y un Khao Yai de 796 m de altura situado al sur. Más hacia el este, la altura media de los picos desciende a unos 400 m y la carretera 348 cruza en esta zona baja de norte a sur, donde la cordillera conecta con los montes Dângrêk.
Varios ríos se originan en las montañas Sankamphaeng, de los cuales el río Mun que fluye hacia el este es el más grande. Otro río importante es el Klong Praprong.
Administrativamente, la mayor parte del área de la cordillera está bajo las provincias de Prachinburi y Sa Kaeo, con partes más pequeñas en las provincias de Nakhon Ratchasima, Nakhon Nayok y Saraburi .
Hay afloramientos de arenisca en el sur y el norte de la cordillera. También se encuentran presentes lutitas y esquistos. En el lado sur se pueden observar escarpadas pendientes de granito y conglomerados. La piedra caliza está presente hacia el extremo oriental cerca de las montañas Dangrek.

## Ecología
Las áreas protegidas de la cordillera enfrentan problemas de invasión . Se han construido ilegalmente casas y villas residenciales dentro de los límites de las áreas oficialmente protegidas del bosque en Khao Yai y en el parque nacional de Thap Lan. La tala ilegal también es un problema en la zona del parque, los bosques de estas montañas se encuentran entre los lugares de Tailandia afectados por la tala y el contrabando de árboles de Phayung (palo de rosa siamés). Aunque es un árbol oficialmente protegido, la tala y el comercio de palo rosa, en peligro de extinción, no han cesado en las zonas forestales montañosas de Tailandia, incluso en áreas protegidas como los Parques Nacionales de Thap Lan, Pang Sida y Ta Phraya, así como en el Santuario de Vida Silvestre de Dong Yai. En China esta madera es muy apreciada en la industria del mueble y su precio se ha disparado en los últimos años.
Entre las especies animales en peligro de extinción de la cordillera destaca el pangolín de Sunda.
Esta cordillera, junto con las montañas Dong Phaya Yen más al norte, forma el complejo forestal Dong Phayayen - Khao Yai, que incluye varios parques nacionales. Esta área fue inscrita en la Lista del Patrimonio Mundial de la UNESCO . En total 6.155 km² están protegidos en el complejo.

### Áreas protegidas
- Parque nacional de Khao Yai, con una superficie de 2165,5 km 2, es el parque nacional más grande de las montañas Sankamphaeng y uno de los más famosos de Tailandia.
- Parque nacional Phra Phutthachai
- Parque nacional de Pang Sida
- Parque nacional de Thap Lan[8]
- Parque nacional de Ta Phraya,[9] la reserva natural más oriental de la cordillera, en el distrito de Ta Phraya .
- Santuario de vida silvestre Dong Yai